# سرهی ژادان
سرهی ژادان (اوکراینی: Сергі́й Ві́кторович Жада́н؛ ۲۳ اوت ۱۹۷۴ – ) شاعر، رمان‌نویس، مترجم اوکراینی است